# NGC 2367
NGC 2367 ist ein offener Sternhaufen im Sternbild Großer Hund. Der Sternhaufen wurde am 20. November 1784 von William Herschel mithilfe seines 18,7 Zoll-Teleskops entdeckt und später von Johan Dreyer in seinen New General Catalogue aufgenommen.